# Alejandra Sandoval
Alejandra Sandoval (Cali, Kolumbia, 1980. augusztus 23. –) kolumbiai színésznő, modell.

## Élete és pályafutása
1980. augusztus 23-án született Caliban. Karrierjét 2004-ben kezdte. 2007-ben Lucía szerepét játszotta a Pura sangre című sorozatban. 2008-ban megkapta Genoveva szerepét a Doña Bárbara című telenovellában. 2011-ben Guadalupe Mardones szerepét játszotta a Los herederos Del Monte című sorozatban.
Van egy 18 éves lánya, Valeria. 2015 februárjában hozzáment Jorge Reyes-hez. 2015 szeptemberében bejelentették, hogy első közös gyermeküket várják. A baba kislány lesz, és a Miranda nevet kapja majd. 

## Filmográfia

### Telenovellák
- Amor secreto (2014) — Irene Gutiérrez
- Dulce amargo (2012) — Sofía Hidalgo de Ascanio
- Los herederos Del Monte (2011) — Guadalupe Mardones
- Salvador de mujeres (2010) — Socorro
- Las muñecas de la mafia (2009) — Violeta
- Verano en Venecia (2008) — Leticia Toledo (fiatal)
- Doña Bárbara (2008) — Genoveva Sandoval
- Pura sangre (2007) — Lucía Velandia
- Juegos prohibidos (2005) — Sandra Cubides
- La Saga, negocio de familia (2005)
- Luna, la heredera (2004) — Alicia
- Al ritmo de tu corazón (2004) — Paola